# ルイ・ル・プランス
ルイ・エメ・オーギュスタン・ル・プランス（Louis Aimé Augustin Le Prince、1841年8月28日 - 1890年9月16日失踪）は、単レンズカメラを使い世界初の映画を撮影した発明家である。1930年代から「映画の父」と呼ばれている。
フランス人だが、イギリスとアメリカ合衆国で活動し、画期的な仕事を成し遂げた1888年にはイングランドのリーズにいた。
1888年10月、（リーズの）ラウンドヘイの庭の場面とリーズ橋の場面 (Leeds Bridge) を単レンズカメラとイーストマンの紙フィルムを使い映像として撮影した。これはリュミエール兄弟やトーマス・エジソンといった他の発明家より数年早い。
1890年9月16日、列車の中から奇妙な失踪を遂げたため、アメリカで計画していた一般向けデモンストレーションを実施できなかった。彼の身体と荷物は見つからなかったが、約1世紀後、警察の記録の中にル・プランスと思しき溺死体の写真が発見された。ル・プランスが失踪したことが原因でトーマス・エジソンが映画の発明者と呼ばれるようになっていたが、現在ではル・プランスが「映画の父」と呼ばれ讃えられている。

## 忘れられた映画の発明者
欧米の映画史黎明期は、カメラの特許取得競争で彩られている。1888年、ル・プランスは映画用カメラと映写機を兼ねた16レンズ機器の特許をアメリカで取得した。単レンズ型機器 (MkI) の特許は先例があるとしてアメリカでは却下されたが、数年後トーマス・エジソンはほぼ同じ特許をアメリカで取得している。
1888年10月14日、改良した単レンズカメラ (MkII) を使って「ラウンドヘイの庭の場面」を撮影。妻の実家が営むホワイトリー工場とホワイトリー家で披露しているが、一般には公開しなかった。
翌年、その発明をさらに追求すべく家族と共にニューヨークに移住するため、アメリカの市民権も取得した。しかし1890年9月にニューヨークで予定していた一般公開は、失踪によって中止された。結果として、ル・プランスが映画の誕生に果たした貢献は忘れ去られてしまった。

## 生涯
| 「 | 最後に一言。ル・プランス氏は非常に並外れた男でした。創意に富んだ才能はもちろんですが、彼は疑いもなく大きかった。身長6フィート3インチから4インチ（約190cm）で均整のとれた体つきで、優しくて思いやりがあり、発明家であっても人をいらだたせることのない穏やかな性格でした。 | 」 |
| —Declaration of Frederic Mason（ ル・プランスの助手の1人で木工職人、April 21, 1931, American consulate of Bradford, Englandより） | |    |

### 生い立ち
1841年8月28日、フランスのメスで生まれる。父はフランス陸軍の砲兵隊長で、レジオンドヌール勲章4等を受章している。父の友人で写真の先駆者であるルイ・ジャック・マンデ・ダゲールのスタジオに幼少のころから入り浸っていた。そこでダゲールから写真や化学について教わり、またダゲレオタイプの被写体にもなっている。その後パリで絵画を学び、ライプツィヒ大学で化学を学んだ。

### 成年後
1866年、大学時代の友人ジョン・ホワイトリーに招かれイギリスはウェスト・ヨークシャーのリーズに移住し、ホワイトリー家が営む会社ホワイトリー・パートナーズに就職。真鍮製のバルブなどの部品を製造している会社である。1869年、ジョンの妹で才能ある芸術家でもあるエリザベスと結婚。1871年、妻とともに応用芸術の専門学校 (Leeds Technical School of Art) を始め、写真を金属や陶磁器に定着させて着色する技法で知られるようになる。
1881年、ホワイトリー・パートナーズの代理人としてアメリカ合衆国に行った。フランス人芸術家たちの小グループのマネージャとなり、有名な戦のシーンなどを描いた大きなパノラマ (panorama) を制作してニューヨーク、ワシントンD.C.、シカゴで展示会を開催した。このころ既に「動く」写真に関する実験を始めており、フィルムに最適な素材を探していた。
アメリカ滞在中に16個のレンズを使ったカメラを作り、自身初の特許を取得した。これは動きを捉えることができるカメラだったが、16個のレンズが4×4の形で並んでいて連続的にシャッターを切ることで動画を撮影する方式であり、視点が移動するため映像は滑らかではなかった。

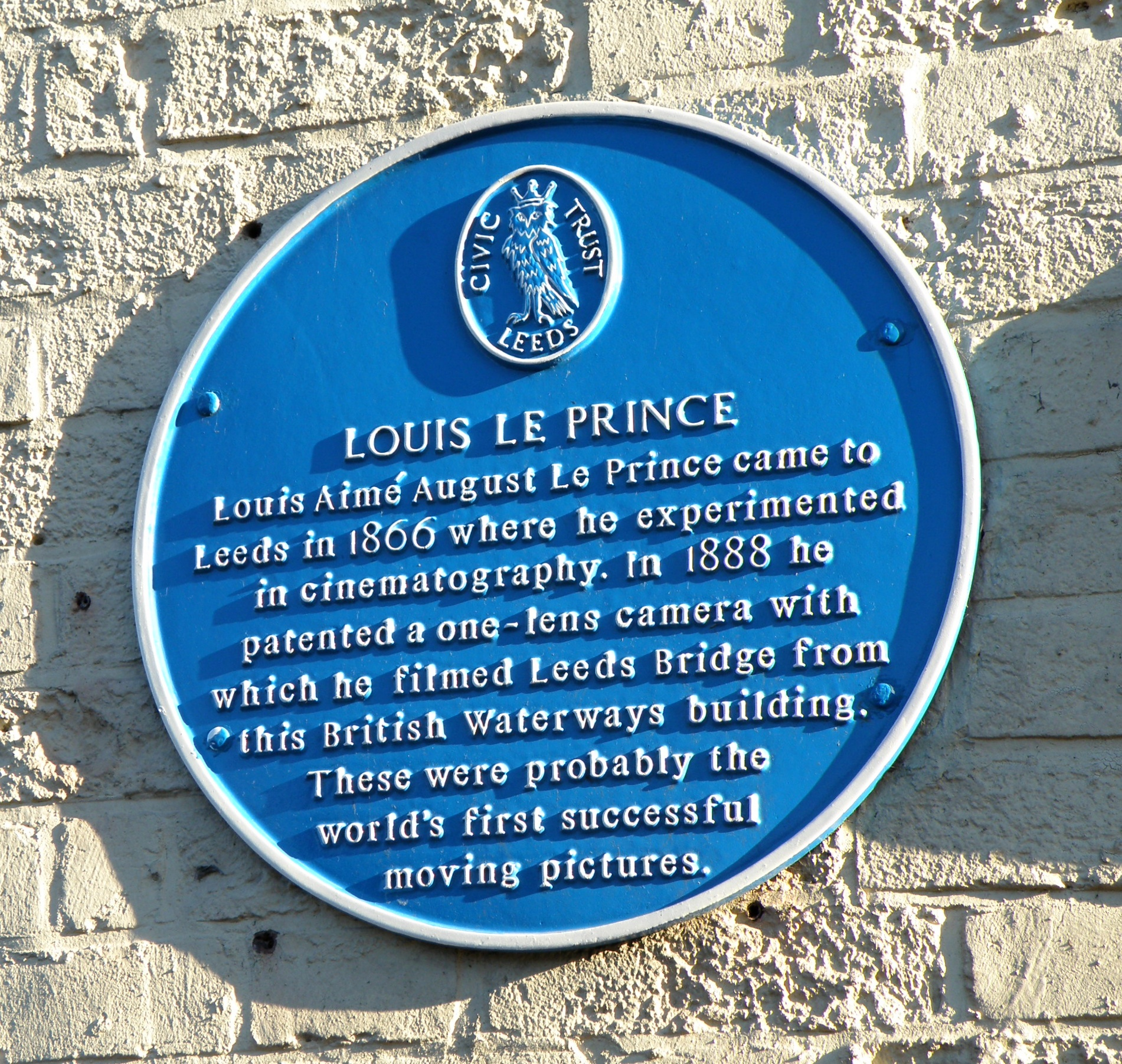
リーズにある記念銘板

1887年5月にリーズに戻ると、単レンズカメラを作り特許を出願。1888年10月14日に撮影した作品が「ラウンドヘイの庭の場面」であり、世界初の映画と言われている。その後、リーズ橋での路面電車や馬車や歩行者が行き交う様子を撮影している。これらの映画はリーズでスクリーン上に映写され、それが世界初の映画上映となった。

### 失踪
1890年9月、ル・プランスはアメリカでその新カメラを売り込む旅行をした後、イギリスに戻ろうとしていた。イギリスに戻る前に家族や友人に会うため、フランスに寄っている。9月13日にブールジュを発って、兄弟のいるディジョンに向かった。そして9月16日、列車でパリに向かったが、出迎えた友人たちの前に彼は現れなかった。その後彼が家族や友人たちの前に現れることはなかった。荷物も死体も列車内はもちろん、ディジョン-パリ間の線路周辺でも発見されなかった。ディジョン駅でル・プランスを見たと証言したのは彼の兄弟だけで、他に目撃者は見つからなかった。列車内での目撃者もおらず、不審な出来事に気付いた乗客もいなかった。
フランス警察とスコットランドヤード、そして彼の家族は徹底的な捜索を行ったが、本人も荷物も見つからなかった。このミステリアスな失踪事件は迷宮入りとなった。次の4つの推理がなされている。
1. 完全な自殺:
ル・プランスの兄弟の孫は、映画史家 Georges Potonniée に、彼は破産寸前で自殺したがっていたと語った。以前から自殺を計画していて、死体と荷物が見つからないように自殺したという説である。しかし Potonniée はル・プランスの事業は利益を上げており、発明に自信を持っていた彼が自殺する理由は見当たらないと注記している[10]。
2. 特許紛争にからむ暗殺:
Christopher Rawlence は1990年の著書 The Missing Reel で暗殺説も採り上げ、ル・プランスの家族はエジソンを疑っていたと論じている。失踪したころル・プランスはイギリスで1889年製作のカメラ兼映写機の特許を出願した後、ニューヨークで映画を披露する予定だった。未亡人は彼が殺害されたと考えていたが証拠は何もなく、Rawlence は自殺説を推している。1898年、ル・プランスの実験を数多く手助けしていた長子アドルフは、エジソンと American Mutoscope Company の訴訟に証人として召喚された。これにはル・プランスの業績を説明することでエジソンの特許が無効であることを示す意図があった。未亡人とアドルフはこの機会にル・プランスの業績を世間に認知させようとしたが、結果はエジソン側の勝訴で終わった。その2年後の1902年、アドルフはニューヨーク郊外へカモ撃ちに出かけ、銃殺死体となって発見された[11]。
3. 家族のために身を隠した:
1966年、Jacques Deslandes は Histoire comparée du cinéma の中で、ル・プランスは経済的に破綻し（これは既に誤解と判明している）、家族を守るために自ら身を隠したという説を主張した。ジャーナリスト Léo Sauvage もこの説を支持した。1977年彼はディジョン市営図書館館長 Pierre Gras から見せられたル・プランスが1898年にシカゴで死んだという記録を引用し、ル・プランスが同性愛者だったために家族が彼をシカゴに秘密裏に移住させたと主張した。しかしル・プランスが同性愛者だったという証拠は何もない[12]。
4. 金銭がらみの兄弟殺し:
1967年、Jean Mitry は Histoire du cinéma の中で、ル・プランスが殺害されたという説を提案した。彼はル・プランスが失踪したいと思っていたならもっと以前にいくらでも身を隠せたとしている。そしてディジョンから列車に乗らなかった（その前に死んだ）と考えるのが最も可能性が高いとした。そして、最後にル・プランスを目撃したと証言している兄弟は、彼が自殺しようとしたならなぜそれを止めなかったのか、またなぜ警察に通報しなかったのかという疑問を呈した[13]。

1897年、失踪による死亡認定が行われた。2003年、パリ警察の記録の中からル・プランスによく似た1890年の溺死体の写真が見つかっている。

## 後世の評価
多くの映画史家はル・プランスを映画の真の父だとしている。
| 「                                                                                 | 実際、ル・プランスはリュミエール兄弟やトーマス・エジソンの少なくとも7年前に連続写真の撮影と映写を成功させている。したがって、映画史黎明期の書き換えを提案する。 | 」 |
| —Richard Howells（Screen vol.47 #2, p.179~200, Oxford University Press, 2006より） | |    |

ル・プランスと映画の発明者を争えるのはウィリアム・フリーズ＝グリーンぐらいだが、ル・プランスの業績は長年の苦労の末に計画した最初の一般公開が中止されたために忘れ去られてしまった。アメリカではトーマス・エジソンがエジソン・トラストを結成して寡占を確立し、誰も止められなくなった。
1894年4月、エジソンはキネトスコープを見せる店を開店し、アメリカでの映画館の発明者と呼ばれるようになった。一方フランスではリュミエール兄弟が「シネマトグラフの発明者」とされ、パリで世界初の大勢の観客を集めた映画上映を行った。ル・プランスのように忘れられた映画の発明者としては、同じフランス人のレオン・ボウリーがいる。ボウリーは「シネマトグラフ」装置の特許を1892年に取得したが (Patent N°219,350)、それを商業化することはできず、2年後にリュミエール兄弟が特許維持料の滞っていたその特許を買い取って再登録した (Patent N°245,032)。
しかし、イギリスのリーズではル・プランスが地元の英雄として有名だった。1930年12月12日、リーズ市長がル・プランスの工房だった建物に青銅の記念銘板を設置した。
フランスでは、リヨンに "Association des Amis de Le Prince"（ル・プランスの友人の会）が創設されている。
1992年、日本の映画製作者押井守が監督した『トーキング・ヘッド』では、映画史に名を残した悲劇の人々として、ジョージ・イーストマン、ジョルジュ・メリエス、ル・プランスを「映画の真の発明者」として敬意を表した。

## ル・プランスのカメラと映写機
LPCC Type-16
LePrince 16-lens camera。本人は "receiver" と呼んでいた。1886年ニューヨークで設計し、1887年パリで製作した。フレームレートは毎秒16フレーム。フィルムは1885年発売のコダック製紙フィルム。
LPCCP Type-1 MkI
LePrince single-lens camera MkI。本人は "receiver" と呼んでいた。1886年ニューヨークで設計し、1887年リーズで製作した。フレームレートは毎秒10から12フレーム。
LPCCP Type-1 MkII
LePrince single-lens camera MkII。本人は "receiver" と呼んでいた。1888年に設計し、同年リーズで製作。フレームレートは毎秒20フレームだが調整可能。レバー式のフォーカス機構がある。Frederic Mason が木製筐体を製作し、James W. Langley が金属部品を製作した。
LPP Type-3
3レンズ式映写機。本人は "deliverer" と呼んでいた。
特許は次の通り。
- "Method of, and apparatus for, producing animated pictures."（LPCC Type-16 の特許）
  - アメリカ合衆国特許第 376,247号[17]/217,809 出願: 1886年11月2日、発効: 1888年1月10日
- "Method and Apparatus for the projection of Animated Pictures in view of the adaptation to Operatic Scenes"（単レンズカメラの特許）
  - アメリカでは、1886年11月2日に出願したが、1888年1月10日に無効とされた。
  - UK Patents No.423/425 出願: 1888年1月10日、発効: 1888年11月16日
  - FR Patent No.188,089 出願: 1888年、発効: 1890年6月

## 現存する作品
ル・プランスはリーズの工房で単レンズ型カメラを開発した。そしてその改良版を映画撮影に使った。現存する作品は、ホワイトリー家のラウンドヘイにある家 Oakwood Grange の庭を撮影したもの、リーズ橋を撮影したもの、アコーディオン奏者を撮影したものである。
世界初の映画フィルムは本人の失踪と共に失われたと思われていたが、後にカメラ (MkII) の中から一部が見つかった。
半世紀後、ル・プランス未亡人はそれらをロンドンのサイエンス・ミュージアムに寄贈。その後、1983年ブラッドフォードに開館したイギリス国立写真映画テレビ博物館 (NMPFT)（2006年に国立メディア博物館に改称）に移されている。1931年5月、マリー・ル・プランスから提供された印画紙に焼付け済みの写真からサイエンス・ミュージアムで乾板を再現。1999年、それらコピーを再構成・リマスターして映像をデジタルで再現し、NMPFTのウェブサイトで公開した。これらは毎秒24フレームの標準的フレームレートで再生されるが、ル・プランスは様々な速度を試すためフレームレート調整機構付きの装置を使っていた。父の実験を手伝っていたアドルフ・ル・プランスによれば、ラウンドヘイは毎秒12フレーム、リーズ橋は毎秒20フレームの速度だったという。
NMPFTが公開してから、これらの作品は様々な題名で呼ばれている。現在オンラインで見られるものはいずれもNMPFTのファイルから派生したもので、それらの題名はル・プランスの母語がフランス語だったことから、本当の題名ではないとみられている。それでも、「リーズ橋」(Leeds Bridge) については木工職人 Frederic Mason の証言から本来の題名と同じと見られている。

### 街角を歩く男 (LPCC Type-16)

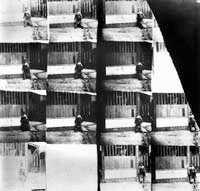
リマスターされていない14フレームのコピー（サイエンス・ミュージアム、ロンドン、1931年ごろ） (Courtesy NMPFT, Bradford) NMPFT.Filmed in Paris bef.18.08.1887.

16レンズ型カメラで撮影された現存する唯一の作品。街角を歩く男が撮影されている。16レンズ型カメラで撮影したならイーストマンのフィルムに撮影されているはずだが、1枚のガラス板になっているため、本当に16レンズカメラで撮影したのか定かではない。フランスの映画史家 Pfend Jacques は、ル・プランスがパリで滞在したことがあるボシャール・ド・サロン通りとトリュデーヌ通りの角で撮影し、当時ニューヨークにいた妻に1887年8月18日付けで送ったものだとしている。
アマチュアが全16フレームをリマスターした版がYouTubeにある。個々のフレームはFlickrにある。

### ラウンドヘイの庭の場面(LPCCP Type-1 MkII)

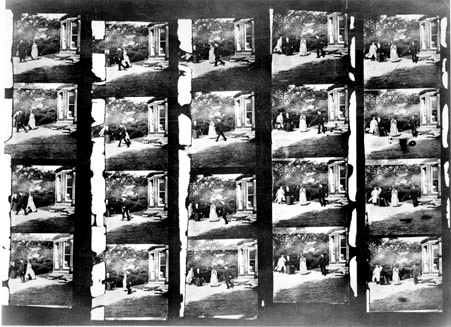
1888の20フレームの原版（サイエンス・ミュージアム、ロンドン、1931年） (Courtesy of NMPFT, Bradford).
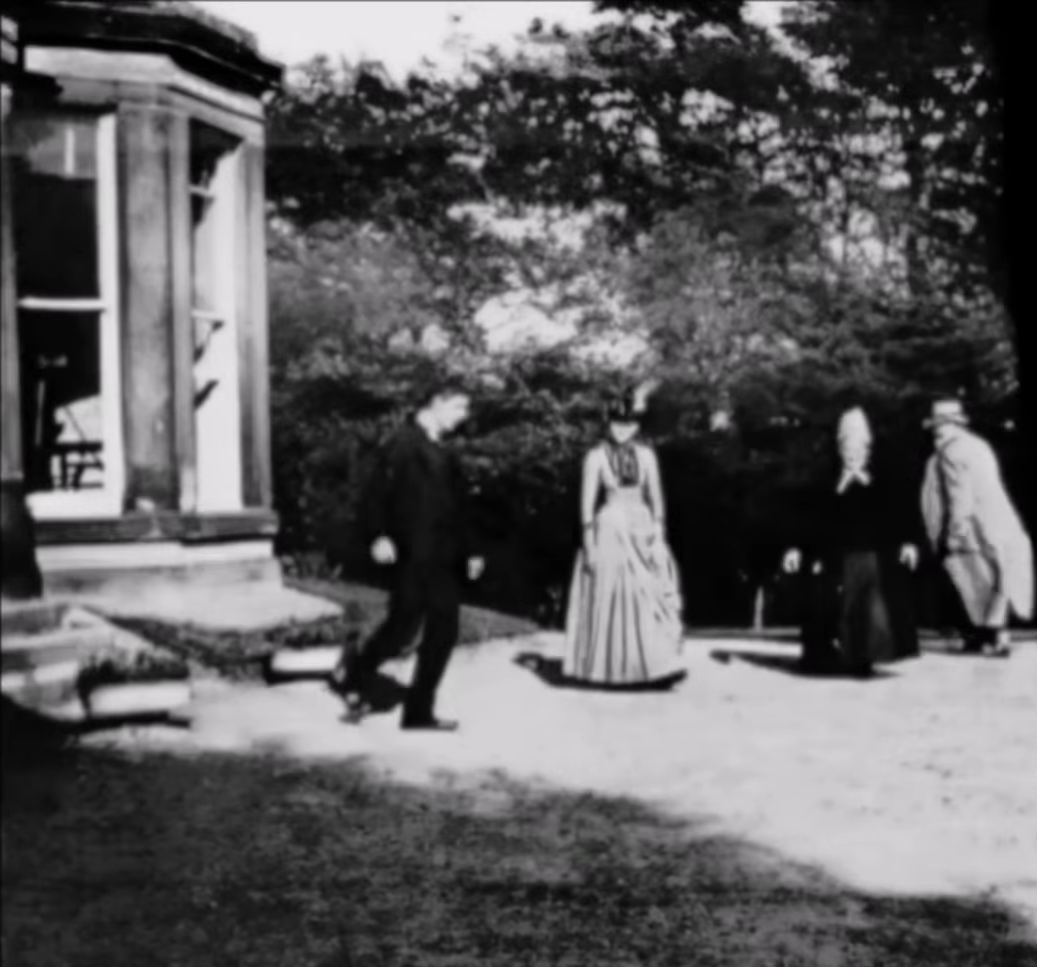
そのうちのひとコマ by NMPFT, Bradford 1999.

1931年のサイエンス・ミュージアムによるフィルムシークエンスは20フレームである（毎秒12フレームで1.66秒間）。NMPFTが制作したデジタル版は52フレームある（毎秒24.64フレームで2.11秒間）。1931年版は裏焼きになっていて建物が右側になっていたため、NMPFT版では逆にしている。この映画はラウンドヘイにあったル・プランスの義理の父の家 Oakwood Grange で1888年10月14日に撮影された。

### リーズ橋 (LPCCP Type-1 MkII)
ヒックス鉄器店からリーズ橋の様子を撮影したもの。座標は 北緯53度47分37.70秒 西経1度32分29.18秒 / 北緯53.7938056度 西経1.5414389度 である。

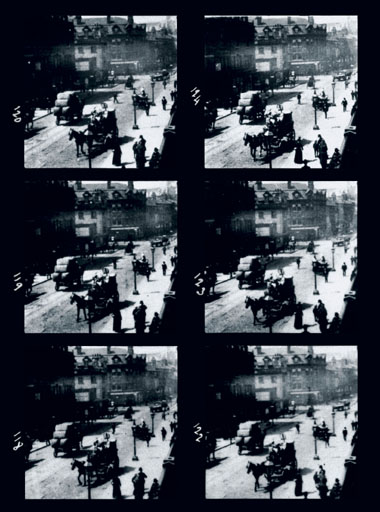
リーズ橋の6フレームのシークエンス (118~124)（サイエンス・ミュージアム、ロンドン、1923）
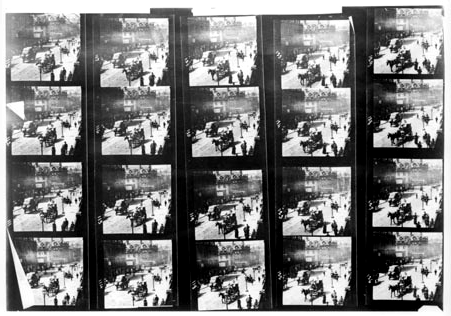
リーズ橋の20フレームのシークエンス（サイエンス・ミュージアム）(Courtesy NMPFT, Bradford)

1923年の調査で一部（フレーム 118-120 と 122-124）が見つかり、1931年にさらに見つかった（フレーム 110-129）。NMPFTのデジタル版は65フレーム（毎秒23.50フレームで2.76秒間）だが、アドルフ・ル・プランスによれば本来は毎秒20フレームで1888年10月後半に撮影されたという。

### アコーディオン奏者 (LPCCP Type-1 MkII)

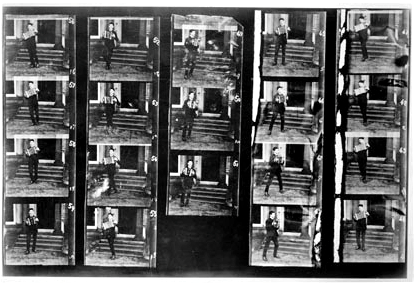
リマスター前の20フレームのフィルム。1888年のオリジナルのコピー（サイエンス・ミュージアム、ロンドン、1931年） (Courtesy of NMPFT, Bradford).

ル・プランスが単レンズカメラで撮影した（現存する）最後の作品。息子アドルフがアコーディオンを演奏している様子を撮影している。アドルフの祖父ジョセフ・ホワイトリーの家の玄関前の階段で、おそらく1888年に撮影した。NMPFTはこれについてはデジタル版を作っていない。アマチュアが最初の17フレームをリマスターしてYouTubeにて公開している。